# 1955 год в театре
1955 год в театре

## Яркие постановки
- В Московском драматическом театре им. А. С. Пушкина поставлен спектакль «Иванов» А. П. Чехова, режиссёр М. О. Кнебель.

## Персоналии

### Родились
- 1 января — Сосновский, Сергей Валентинович, советский и российский актёр театра и кино
- 4 января — Колесников, Сергей Валентинович, советский и российский актёр театра и кино, заслуженный артист России
- 4 февраля — Молоков, Вячеслав Михайлович, советский и российский актёр театра и кино
- 5 февраля — Бутырцева, Надежда Викторовна, советская и российская актриса театра и кино
- 23 февраля — Старосельцев, Игорь Алексеевич, советский и российский актёр театра и кино, заслуженный артист России
- 6 марта — Козлов, Григорий Михайлович, петербургский театральный режиссёр, заслуженный деятель искусств России, лауреат Государственной премии России, художественный руководитель ТЮЗа им. А.А. Брянцева
- 9 августа — Князев, Евгений Владимирович, советский и российский актёр театра и кино, народный артист России
- 19 августа — Яценко, Тамара Александровна, советская и украинская актриса театра и кино, народная артистка Украины
- 21 августа — Сельянов, Сергей Михайлович, российский режиссёр и продюсер
- 24 сентября — Баширов, Александр Николаевич, советский и российский актёр театра и кино, режиссёр
- 25 сентября — Данилова, Наталья Юрьевна, советская актриса театра и кино
- 27 сентября — Галибин, Александр Владимирович, советский и российский актёр театра и кино, театральный режиссёр, заслуженный артист РСФСР
- 27 октября — Шиманская, Марина Мечиславовна, советская и российская актриса театра и кино
- 10 декабря — Колтаков, Сергей Михайлович, актёр театра и кино

### Скончались
- 26 февраля — Альтман, Иоганн Львович (54), советский театровед, первый редактор журнала «Театр»
- 17 марта — Рогожин, Наум Александрович (76), российский и советский актёр театра и кино, заслуженный артист РСФСР
- 24 марта — Пинчевский, Михаил Яковлевич (60), советский драматург и либреттист
- 2 сентября — Пауль Бранн, немецкий кукловод, писатель и актёр, театральный деятель.
- 7 сентября — Федоровский, Фёдор Фёдорович (71), русский советский театральный художник, главный художник ГАБТ, лауреат пяти Сталинских премий
- 1 октября — Дикий, Алексей Денисович (66), актёр театра и кино, народный артист СССР
- 1 октября — Чехов, Михаил Александрович (64), русский и американский драматический актёр, театральный педагог, режиссёр, заслуженный артист Республики, автор книги «О технике актёра»